# Comitas breviplicata
Comitas breviplicata é uma espécie de gastrópode do gênero Comitas, pertencente a família Pseudomelatomidae.